# Ethnologue
Ethnologue: Languages of the World – publikacja, zarówno w formie papierowej, jak i internetowej, wydawana przez SIL Global, chrześcijańską organizację stawiającą sobie za cel badanie rzadziej używanych języków, aby następnie wydać w nich Biblię. Publikacja ta jest regularnie aktualizowana. Wydanie 22 z 2019 roku obejmuje listę 7111 języków. Podaje podstawowe informacje na temat liczby użytkowników języka, zasięgu geograficznego, klasyfikacji, zróżnicowania dialektalnego itd. Dostęp do zasobów online jest płatny. Serwis był notowany w rankingu Alexa na miejscu 135 986 (maj 2020).

## Historia
W 1984 wprowadzono trzyliterowy system kodów dla poszczególnych języków, tak zwany „kod SIL”, przekraczający liczbą uprzedni standard ISO 639-1. Również kody używane w wydaniu 14. nie pokrywały się z kodami ISO 639-2. Z tego względu w 2002 zaproszono „Ethnologue” do współpracy z International Organization for Standardization (ISO) w celu zintegrowania systemu kodów w jeden spójny międzynarodowy standard. W wyniku współpracy otrzymano standard nazwany ISO 639-3.

## Kontrowersje
Punkty sporne (np. kwestia dokładnej liczby języków) związane są z brakiem w językoznawstwie ustalonego kryterium uznania danego etnolektu za odrębny język lub za dialekt danego języka. Zasady stosowane przez Ethnologue:
- Makrojęzyk nie jest liczony jako język, a jako języki rozpatruje się jedynie poszczególne warianty wchodzące w skład makrojęzyka. Na przykład na liście jest umieszczony nie język chiński, lecz 13 oddzielnych języków chińskich[3].
- Języki wymarłe są uznane za martwe dopiero po uzyskaniu dowodów na to, że dany język nie ma już użytkowników
- Języki od dawna martwe nie są umieszczane na liście, nawet jeżeli mają przypisany kod ISO 639-3 i pozostają w użyciu np. liturgicznym[4].

Inne kontrowersje dotyczą niewiarygodności danych nt. liczby użytkowników danego języka czy też nierozróżniania narodowości od języka ojczystego.